# Diócesis de Pereira
La diócesis de Pereira (en latín: Dioecesis Pereirana) es una circunscripción eclesiástica de la Iglesia católica en Colombia. Se trata de una diócesis latina, sufragánea de la arquidiócesis de Manizales. Desde el 4 de octubre de 2024 su obispo electo es Nelson Jair Cardona Ramírez.

## Territorio y organización
La diócesis tiene 8040 km² y extiende su jurisdicción sobre los fieles católicos de rito latino residentes en 21 municipios en 2 departamentos:
- departamento de Risaralda: Apía, Balboa, Belén de Umbría, Dosquebradas, Guática, La Celia, La Virginia, Marsella, Mistrató, Pereira, Pueblo Rico, Quinchía y Santuario;
- departamento de Caldas: Anserma, Belalcázar, Marmato, Riosucio, Risaralda, San José, Supía y Viterbo.[4]

El territorio de la diócesis limita con la diócesis de Jericó por el nordeste, con la arquidiócesis de Manizales por el este, con la diócesis de Armenia por el sur, con la diócesis de Cartago por el suroeste, con la diócesis de Istmina-Tadó por el oeste y con la diócesis de Quibdó por el noroeste.
La sede de la diócesis se encuentra en la ciudad de Pereira, en donde se halla la Catedral de Nuestra Señora de la Pobreza.
En 2021 en la diócesis existían 111 parroquias agrupadas en 8 vicarías.

## Historia
La diócesis fue erigida el 17 de diciembre de 1952 mediante la bula Leguntur saepissime del papa Pío XII, derivando el territorio de la prefectura apostólica del Chocó (a la vez suprimida) y de la diócesis de Manizales (hoy arquidiócesis). Originalmente fue sufragánea de la arquidiócesis de Medellín. Como primer obispo de la diócesis fue nombrado Baltasar Álvarez Restrepo, hasta ese entonces obispo auxiliar de la diócesis de Manizales.
El 24 de octubre de 1953, con la carta apostólica Quod novissima, el papa Pío XII proclamó a la Santísima Virgen María Inmaculada patrona principal de la diócesis.
El 10 de mayo de 1954 la diócesis de Pereira pasó a formar parte de la provincia eclesiástica de la arquidiócesis de Manizales.
En junio de 1971 el papa Pablo VI nombró a Darío Castrillón Hoyos como obispo coadjutor de Pereira.
El 1 de julio de 1976 asumió el gobierno de la diócesis Darío Castrillón Hoyos, cuando la Santa Sede aceptó la renuncia de Álvarez Restrepo por límite de edad. Bajo su gobierno renació el Seminario Menor San José. En febrero de l977 se reabrió el seminario menor para los niños y jóvenes de la diócesis. A la luz del Concilio Vaticano II, la diócesis de Pereira fue la primera en Colombia que impulsó y ordenó el primer diácono permanente.
El 6 de agosto de 1984, el presbiterio de Pereira recibió la noticia del nombramiento de Hernán Giraldo Jaramillo como obispo auxiliar de la diócesis.
Son enviados dos sacerdotes de la diócesis a Maputo, Mozambique, en el continente africano. Nació con ellos la Misión Ad Gentes en noviembre de 1985.
Con ocasión de la visita del papa Juan Pablo II a Colombia en 1986, se presentó la oportunidad de pasar por Pereira y por esto se organizó una multitudinaria presencia en el aeropuerto Matecaña, el 5 de julio de 1986.
El 1 de marzo de 1988 fue nombrado el presbiterio Rigoberto Corredor Bermúdez como el segundo obispo auxiliar de la diócesis.
El 8 de febrero de 1993 se fundó el Colegio Monseñor Baltasar Álvarez Restrepo, por iniciativa de Pbro. Aníbal Hurtado Hurtado.
El 16 de diciembre de 1992 Castrillón Hoyos fue nombrado arzobispo de Bucaramanga. El 20 de noviembre de 1993 fue nombrado como tercer obispo de Pereira Fabio Suescún Mutis, quien tomó posesión el 11 de febrero de 1994. Se inició el Prodine en la diócesis en la parroquia de la Santa Cruz a cargo del presbítero Alberto Bermúdez. El obispo conoció el método llamado Sistema Integral de Nueva Evangelización (SINE), lo vio práctico y lo asumió como plan diocesano.
El 25 de julio de 2001 se nombró como cuarto obispo de la diócesis a Tulio Duque Gutiérrez, hasta el momento obispo diocesano de la diócesis de Apartadó. Tomó posesión de 21 de septiembre. Para facilitar el proceso de reconstrucción de la Catedral, la cual resultó seriamente afectada por el terremoto de 1999, el nuevo obispo creó la Fundación Pro Reconstrucción, compuesta por eclesiásticos y laicos técnicos.
El 15 de julio de 2011 la Santa Sede aceptó renuncia de Tulio Duque Gutiérrez por cumplir su edad de retiro. En esa misma fecha se nombró como quinto obispo a Rigoberto Corredor Bermúdez, hasta ese momento obispo de Garzón, tomó posesión el primero de octubre de 2011.

## Estadísticas
Según el Anuario Pontificio 2022 la diócesis tenía a fines de 2021 un total de 924 572 fieles bautizados.
| Año                                                                             | Población            | Población | Población      | Sacerdotes | Sacerdotes    | Sacerdotes    | Bautizados por sacerdote | Diáconos permanentes | Religiosos | Religiosos | Parroquias |
| Año                                                                             | Bautizados católicos | Total     | % de católicos | Total      | Clero secular | Clero regular | Bautizados por sacerdote | Diáconos permanentes | Varones    | Mujeres    | Parroquias |
| ------------------------------------------------------------------------------- | -------------------- | --------- | -------------- | ---------- | ------------- | ------------- | ------------------------ | -------------------- | ---------- | ---------- | ---------- |
| 1966                                                                            | 600 000              | 603 000   | 99.5           | 134        | 95            | 39            | 4477                     |                      | 39         | 525        | 48         |
| 1970                                                                            | 650 000              | 650 000   | 100.0          | 113        | 98            | 15            | 5752                     |                      | 16         | 15         | 51         |
| 1976                                                                            | 622 458              | 638 129   | 97.5           | 120        | 98            | 22            | 5187                     |                      | 29         | 175        | 52         |
| 1977                                                                            | 688 300              | 693 420   | 99.3           | 124        | 96            | 28            | 5550                     | 2                    | 41         | 321        | 52         |
| 1990                                                                            | 803 000              | 830 000   | 96.7           | 183        | 160           | 23            | 4387                     | 13                   | 34         | 353        | 76         |
| 1999                                                                            | 873 287              | 1 034 930 | 84.4           | 191        | 163           | 28            | 4572                     | 14                   | 62         | 264        | 91         |
| 2000                                                                            | 893 421              | 1 053 930 | 84.8           | 182        | 154           | 28            | 4908                     | 14                   | 71         | 271        | 93         |
| 2001                                                                            | 902 149              | 1 072 513 | 84.1           | 186        | 165           | 21            | 4850                     | 15                   | 61         | 307        | 93         |
| 2002                                                                            | 1 050 000            | 1 100 000 | 95.5           | 202        | 176           | 26            | 5198                     | 17                   | 75         | 312        | 93         |
| 2003                                                                            | 1 060 000            | 1 106 000 | 95.8           | 188        | 159           | 29            | 5638                     | 22                   | 72         | 298        | 94         |
| 2004                                                                            | 900 000              | 1 200 000 | 75.0           | 216        | 188           | 28            | 4166                     | 23                   | 64         | 312        | 100        |
| 2013                                                                            | 1 041 000            | 1 380 000 | 75.4           | 210        | 180           | 30            | 4957                     | 36                   | 40         | 226        | 101        |
| 2016                                                                            | 847 608              | 1 059 511 | 80.0           | 179        | 155           | 24            | 4735                     | 34                   | 58         | 133        | 107        |
| 2019                                                                            | 915 284              | 1 144 057 | 80.0           | 183        | 158           | 25            | 5001                     | 31                   | 60         | 129        | 110        |
| 2021                                                                            | 924 572              | 1 156 556 | 79.9           | 181        | 156           | 25            | 5108                     | 38                   | 67         | 210        | 111        |
| Fuente: Catholic-Hierarchy, que a su vez toma los datos del Anuario Pontificio. |                      |           |                |            |               |               |                          |                      |            |            |            |

## Episcopologio
- Baltasar Álvarez Restrepo † (18 de diciembre de 1952-1 de julio de 1976 retirado)
- Darío Castrillón Hoyos † (1 de julio de 1976 por sucesión-16 de diciembre de 1992 nombrado arzobispo de Bucaramanga)
- Fabio Suescún Mutis (20 de noviembre de 1993-19 de enero de 2001 nombrado ordinario militar de Colombia)
- Tulio Duque Gutiérrez, S.D.S. (25 de julio de 2001-15 de julio de 2011 retirado)
- Rigoberto Corredor Bermúdez (15 de julio de 2011-4 de octubre de 2024 retirado)
- Nelson Jair Cardona Ramírez, desde el 4 de octubre de 2024